# دوغلاس ميلر (كاتب أغاني)
دوغلاس ميلر (بالإنجليزية: Douglas Miller)‏ هو كاتب أغاني أمريكي، ولد في 31 ديسمبر 1949 في جونستاون في الولايات المتحدة.